# ФК Цюрих
ФК „Цюрих“ (на немски: Fußballclub Zürich) е швейцарски футболен клуб от едноименния град Цюрих.
Клубът е основан през 1896 г. Печелил е швейцарската Суперлига 12 пъти, както и 7 пъти купата на страната. Последната титла от домашното първенство на Цюрих е през 2009, а последната купа от 2005. Отбора играе своите мачове на стадион „Лецигрунд“ в Цюрих, който е с капацитет от 25000 места.

## Срещи с български отбори
Отборът на ФК „Цюрих“ се е срещал с български отбори в официални срещи.

### „Лудогорец“
С „Лудогорец“ се е срещал два пъти в официални мачове от груповата фаза на Лига Европа през сезон 2018 – 2019 г. Първият се играе на 4 октомври 2018 г. в Цюрих и завършва 1 – 0 за „Цюрих“ . Вторият се играе на 13 декември 2018 г. в Разград и завършва 1 – 1 .

## Успехи
Национални
- Швейцарска Суперлига 
  -  Шампион (13): 1901-1902, 1923-1924, 1962-1963, 1965-1966, 1967-1968, 1973-1974, 1974-1975, 1975-1976, 1980-1981, 2005-2006 , 2006-2007, 2008-2009, 2021/2022
  -  Сребърен медал (8): 1902-1903, 1910-1911, 1951-1952, 1963-1964, 1966-1967, 1978-1979, 1993-1994, 2010-2011
  -  Бронзов медал (9): 1958-1959, 1960-1961, 1968-1969, 1969-1970, 1971-1972, 1976-1977, 1981-1982, 2007-2008, 2014-2015
- Купа на Швейцария
  -  Носител (10): 1965-1966, 1969-1970, 1971-1972, 1972-1973, 1975-1976, 1999-2000, 2004-2005, 2013-2014, 2015-2016, 2017-2018
  -  Финалист (1): 1980-1981
- Купа на Лигата
  -  Носител (1): 1980-1981
  -  Финалист (2): 1974-1975, 1975-1976
- Национална лига В / Чалъндж лига (2 ниво)
  -  Шампион (3): 1946-1947, 1957-1958 / 2016-2017
- Първа лига
  -  Шампион (1): 1940-1941

Международни:
- Купа на часовете 
  -  Носител (5): 1976, 1992, 1993, 1994, 2006.
- Шампионска лига и КЕШ:
  - 1/2 финал (2): 1964 и 1977
- Купа Пиано Карло Рапан
  -  Носител (4): 1973, 1974, 1984, 1993
- Алпийска купа
  - 1/2 финал (2): 1964, 1966

## Състав
към 30 август 2018 г.
| №  | Пост | Играч             |
| -- | ---- | ----------------- |
| 1  | В    | Андрис Ванинс     |
| 3  | З    | Андреас Максьо    |
| 4  | З    | Бечир Омерагич    |
| 6  | П    | Виктор Паулсон    |
| 7  | П    | Адриан Винтер     |
| 10 | П    | Антонио Маркезано |
| 12 | З    | Хаким Генуш       |
| 13 | З    | Ален Hеф          |
| 14 | П    | Тони Домджони     |
| 15 | Н    | Стивън Одей       |
| 16 | В    | Hовем Бауман      |
| 17 | З    | Умару Бангура     |
| 18 | З    | Па Моду           |
| 19 | П    | Ясин Мауш         |

| №  | Пост | Играч               |
| -- | ---- | ------------------- |
| 20 | П    | Марен Хайле-Селасие |
| 21 | П    | Изер Алиу           |
| 22 | П    | Кевин Рюег          |
| 23 | П    | Фабиан Ронер        |
| 25 | В    | Яник Брехер         |
| 27 | П    | Марко Шьонбехлер    |
| 29 | П    | Сангоне Сар         |
| 31 | З    | Мирлинд Крезиу      |
| 68 | П    | Роберто Родригес    |
| 70 | П    | Бенямин Кололи      |
| 71 | П    | Хекуран Крезиу      |
| 72 | П    | Лавдрим Реджепи     |
| 94 | П    | Салим Хелифи        |
| 98 | Н    | Асан Сийсей         |

## Български футболисти
- Борислав Михайлов: 1998 - (1 мач - 0 гола)